# Muži v černém

Klipart znázorňuje stylizovanou podobu „muže v černém“

Muži v černém (anglicky men in black, Men in Black, akronym MIB) jsou podle některých konspiračních teorií lidé oblečení v tmavých oblecích, obvykle vydávající se za vládní agenty.
V konspiračních teoriích spojených s UFO se vyskytují od 50. let 20. století a podle tehdy ustáleného konceptu byli charakterizováni jako (původně a obvykle tři) agenti, kteří mají zajistit, aby se svědci incidentů s UFO o svém pozorování nikomu nesvěřovali. Zprávy o údajných setkáních se vyskytují do roku 1981 a indikují, že jde o mimozemšťany. Podle nejnovějších zjištění jde o hoax vytvořený v ufologické kultuře.
Na rozdíl od konspirační teorie se v populární kultuře v 90. letech a začátkem 21. století muži v černém uplatnili jako agenti tajné lidské organizace, která monitoruje a kamufluje přítomnost mimozemšťanů na Zemi.
Hovorově se jako muži v černém také označují neuniformovaní příslušníci United States Secret Service, zejména pro charakteristické nošení obvykle tmavých obleků a slunečních brýlí.

## Historie
Jerome Clark, pracovník soukromé výzkumné organizace Center for UFO Studies (CUFOS), uvádí jako první výskyt „muže v černém“ ve spojení s reportáží velšských novin Barmouth Advertiser z 30. března 1905, podle které výjimečně inteligentní mladou venkovskou ženu navštívil tři noci po sobě „muž oblečený v černém... [který] doručil dívce zprávu, kterou se bála vyprávět.“ Někteří místní v tomto období hovořili o setkáních s Ježíšem, anděly, Satanem a ďábelskými černými psy, a protože „muž v černém“ se jako bytost spojovaná se Satanem vyskytuje již v 18. století v příbězích o čarodějnicích, Clark se domnívá, že to souvisí s údajnými zjeveními nebeských a pekelných bytostí zapáleným věřícím. Mezi takovými zjeveními se nacházela i záhadná světla, které lze dnes charakterizovat jako UFO (neidentifikované létající objekty).

### Muži v černém v ufologii
V moderním smyslu o setkání s mužem v černém vypověděl Harold Dahl, který byl podle vlastních slov svědkem aktivity UFO u města Tacoma ve státě Washington ve Spojených státech. Dahl tvrdil, že ho následující ráno po údajném incidentu pozval na snídani v centru města neznámý muž v tmavém obleku, který mu pak pohrozil, aby o incidentu nikomu neříkal. Během vyšetřování United States Air Force (USAF) se však Dahl a jeho kolega Fred L. Crisman přiznali, že celý incident si jen vymysleli.

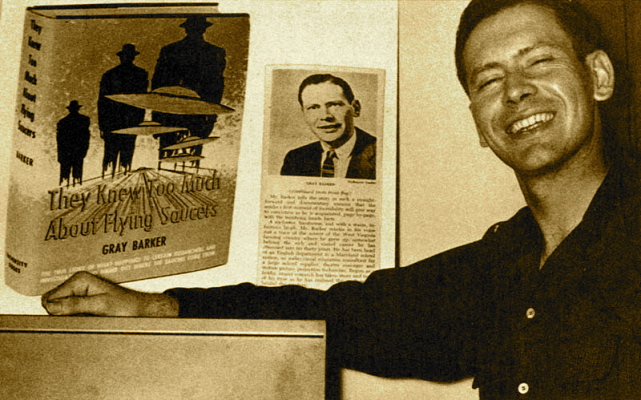
Gray Baker (1925–1984), americký spisovatel ufologické sci-fi literatury, který uvedl koncept „mužů v černém“

Samotný koncept „mužů v černém“ jako konspirační teorie vznikl v 50. letech a do kultury UFO ho uvedl ufolog a spisovatel Gray Baker knihou They Knew Too Much About Flying Saucers (1956). Bakerovi se údajně svěřil jeho kolega a zakladatel ufologické organizace International Flying Saucer Bureau Albert K. Bender o tom, že ho navštívili muži – „zřejmě agenti americké vlády“ – kteří mu v září 1953 pohrozili uvězněním, pokud někomu prozradí odpověď na záhadné případy UFO. Ale jak vyplývá z článku novináře Johna C. Sherwooda "Gray Barker: My Friend, the Myth-Maker" (Skeptical Inquirer, 1998), Baker často prezentoval fiktivní příběhy o UFO jako pravdivé, zejména pro zisk z prodeje svých publikací. Baker vydal Sherwoodovu knihu o pozorováních UFO v Michiganu Flying Saucers Are Watching You (1967) a ve svém časopise Saucer News publikoval článek „Flying Saucer: Time Machines“ (1969) pod fiktivním jménem Dr. Richarda H. Pratta. Jelikož Sherwood se přestával věnovat ufologii, Baker ho přesvědčil, aby vytvořil hoax o záhadných „mužích v černém“ (blackmen), kteří stáli za „zmizením“ Sherwoodovy fiktivní identity Dr. Richarda H. Pratta.
Novinář John A. Keel, který se začal ufologií zabývat v 60. letech, jako první použil akronym MIB na označení „muže v černém“ a údajně dva na dálku pozoroval v létě 1967 na Long Islandu. Popsal je jako muže tmavší pleti s orientálními rysy nebo bledé pleti s vyklenutýma očima. Tvrdil o nich, že se chovají velmi zvláštně, protože jako agenti mimozemšťanů operují v cizím prostředí. Také podle něj měli řídit černá auta značky Cadillac.

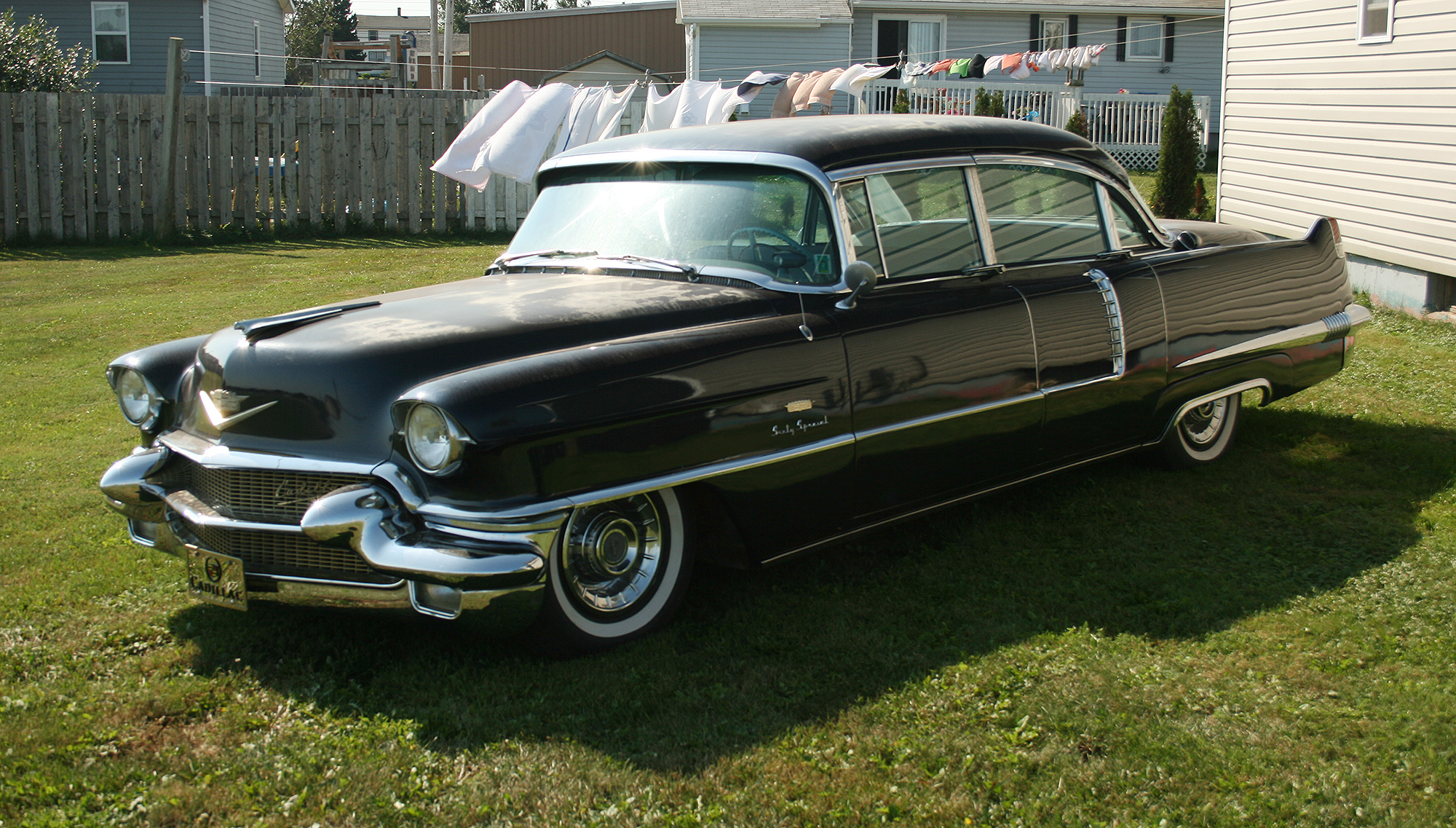
Černý Cadillac jako vozidlo „mužů v černém“ označil John A. Keel. Na obrázku Cadillac Sixty Special, model 1956

V roce 1967 plukovník USAF George P. Freeman, mluvčí projektu Blue Book, prohlásil, že některé osoby se vydávaly za příslušníky USAF nebo jiných federálních organizací a hrozily svědkům incidentů s UFO či v některých případech také zabavovaly jejich fotografie. Vyšetřovatelé ale nedokázali sehnat důkazy, které by vedly jejich odhalení a následně obžalobě z páchání federálního zločinu (vydávání se za agenty Spojených států).
Z ledna 1971 pochází příběh, podle kterého brazilský rolník vícekrát zpozoroval muže v tmavém obleku hledajícího kameny ve venkovské oblasti v blízkosti města Brasília. Tajemný muž údajně přilétal na malém „letadle“ připomínajícím létající talíř. Podobný příběh byl zaznamenán v červenci 1971 ve Venezuele, kdy španělský lékař údajně pozoroval jak dva muži v černých oblecích s červenými kravatami vystoupili z nového červeného automobilu Ford Mustang a následně nastoupili do létajícího talíře, který přistál v blízkosti města Caracas.
Setkání s „muži v černém“ popsal mexický pilot Carlos de los Santos, který měl vystoupit v televizním pořadu ohledně incidentu, při kterém za denního světla údajně téměř došlo ke kolizi jeho letadla se třemi létajícími disky dne 3. května 1975 u města Ciudad de México. Podle jeho tvrzení ho během cesty do televize zastavili čtyři vysocí muži skandinávského vzhledu ve dvou černých limuzínách Ford Galaxie, kteří mu vyhrožovali zabitím pokud o incidentu bude mluvit a proto do televizního studia nepřišel. K dalšímu podobnému střetnutí podle Santose došlo před tím, než měl svůj zážitek konzultovat s americkým astrofyzikem a ufologem Josefem Allenem Hynekem.
Poslední zprávy o „mužích v černém“ jsou datovány k září 1976 (Maine, Spojené státy), listopadu 1980 (Filadelfie, Pensylvánie, Spojené státy) a říjnu 1981 (Victoria, Britská Kolumbie, Kanada). Z uvedeného (zejména článků Johna C. Sherwooda v časopise Skeptical Inquirer) vyplývá, že „muži v černém“ jsou fiktivním konceptem v ufologické kultuře, jehož původcem je zřejmě Gary Baker. Sherwood se také domnívá, že příběh mohl být částečně inspirován tajnými operacemi USAF a Central Intelligence Agency během 50. let, jejichž úkolem bylo produkovat a přinášet na veřejnost falešné příběhy objasňující pozorování testovaných průzkumných letadel Lockheed U-2 a Lockheed SR-71 Blackbird. Podle Jeroma Clarka jsou zprávy o setkáních „mužů v černém“ „zážitky“, o kterých „se nezdá, že by k nim došlo ve světě konsenzuální reality.“

## V populární kultuře

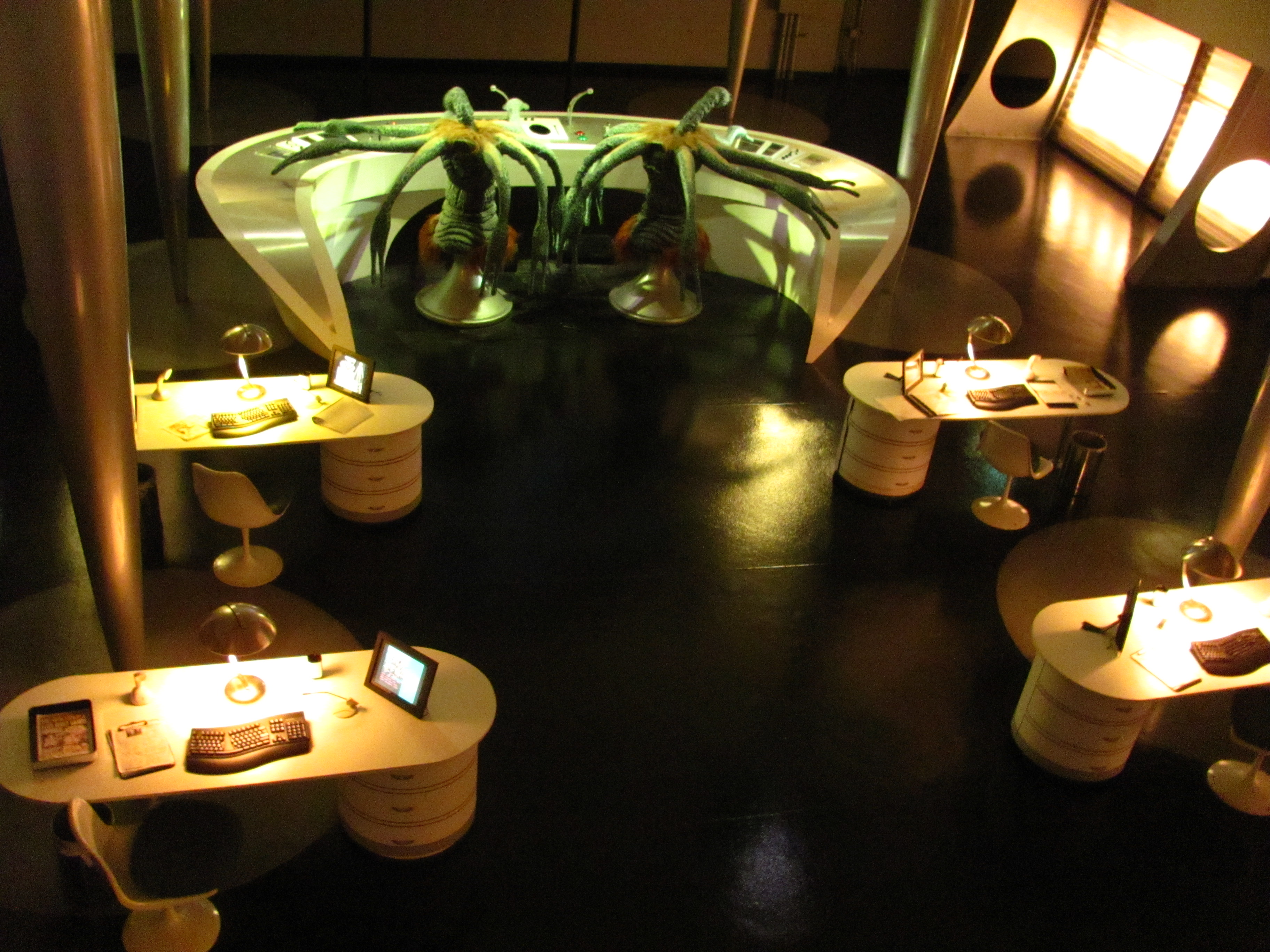
Operační středisko organizace mužů v černém z filmové série. Výstava Universal Studios v Orlandu na Floridě ve Spojených státech

V kinematografii se „muži v černém“ poprvé objevili v nízkorozpočtové sci-fi komedii The Brother from Another Planet (1984), kde reprezentují dvojici mimozemšťanů pátrajících po na Zemi ztraceném mimozemšťanovi, který je němý a má lidskou (afroamerickou) podobu. Jeho pokus najít si místo v čtvrti Harlem v New Yorku je alegorií zkušenosti imigrantů ve Spojených státech.
Komiks The Men in Black (1990,1991), jehož autorem je Lowell Cunningham a ilustrátorem Sandy Carruthers, zobrazuje „muže v černém“ jako tajnou mezinárodní organizaci, která monitoruje, vyšetřuje a utajuje paranormální aktivitu na Zemi (kromě mimozemšťanů i démonů, zombie, vlkodlaků apod.). Jako hlavní postavy vystupují agenti Zed, Jay, Kay a Ecks, který se později dozví, že skutečným cílem organizace je manipulovat a přetvářet svět udržováním paranormálních jevů v tajnosti. K ovlivňování svědků jim slouží tzv. Neutralyzer, zařízení na „vymazávání“ vzpomínek.
Cunninghamův námět si širší popularitu získal až po filmové adaptaci komiksu v roce 1997, v sci-fi komedii Muži v černém, ve které účinkuje Tommy Lee Jones jako agent K a Will Smith jako agent J. Ve filmu je organizace zobrazena jako tajná agentura, která dohlíží na mimozemšťany tajně žijící na Zemi a kamufluje jejich přítomnost před veřejností. Díky komerčnímu úspěchu filmu byla natočena dvě filmová pokračování, Muži v černém 2 (2002) a Muži v černém 3 (2012), 53dílný animovaný seriál Men in Black: The Series (1997–2001) a vydáno několik jednorázových komiksů. Men in Black je také název singlu, který nazpíval Will Smith k prvnímu filmu série.
Několik scén s muži v černém obsahuje epizoda Jose Chung's From Outer Space z třetí řady seriálu Akta X, poprvé vysílaná v dubnu 1996.